# Kleine-Zevenaar of Noord-Westenrijkpolder
De Kleine-Zevenaar of Noord-Westenrijkpolder is een polder ten oosten van Hoek, behorende tot de Polders tussen Axel, Terneuzen en Hoek, in de Nederlandse provincie Zeeland. 
De herdijking vond plaats in 1648 en aldus ontstond een polder van 102 ha.